# Staatlicher Pensionsfonds (Norwegen)

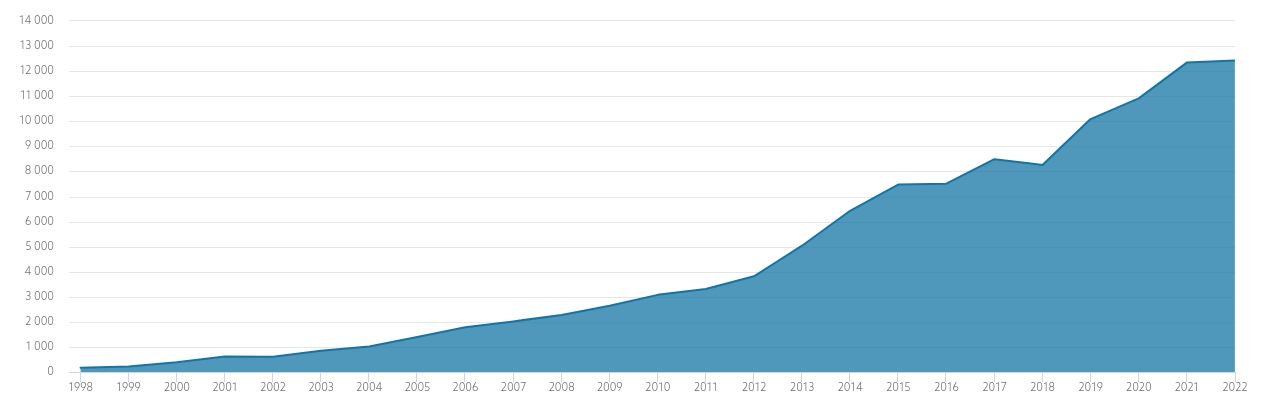
Entwicklung des Fondsvermögens

Der Staatliche Pensionsfonds des Königreichs Norwegen (norwegisch Statens pensjonsfond oder Oljefondet auf Deutsch meist norwegischer Ölfonds) ist laut Statista der größte Staatsfonds der Welt.
Mit dem Fonds sollen die staatlichen Öleinnahmen investiert werden, um für die Zeit vorzusorgen, in der die Erdölreserven der Nordsee zur Neige gehen. 2016 war Norwegen der elftgrößte Erdölexporteur der Welt, bei der Gesamtförderung lag das Land 2015 auf Rang 15. Die norwegische Regierung darf pro Jahr bis zu drei (früher: vier) Prozent des Fondsvolumens für gesellschaftliche Zwecke abziehen.
Am 19. September 2017 wurde erstmals die Marke von einer Billion US-Dollar überschritten. Zum 30. September 2024 belief sich das verwaltete Vermögen auf 18,87 Billionen norwegische Kronen, rund 1,6 Billionen Euro oder rund 290.000 Euro pro Einwohner. Mit 71,4 % in Aktien und 26,8 % in Anleihen bleibt der Fonds seiner Strategie treu. Kleinere Anteile entfielen u. a. auf Immobilien.

## Teilfonds
Der am 1. Januar 2006 gegründete Staatsfonds besteht aus den beiden zuvor eigenständigen Fonds Ölfonds und Nationaler Versicherungsfonds. Eigner ist formell das norwegische Finanzministerium, das über die grundsätzliche strategische Ausrichtung entscheidet.
Staatlicher Pensionsfonds Norwegen (englisch Government Pension Fund Norway, GPFN; norwegisch Statens pensjonsfond Norge, SPN)
Dieser Fondsteil verwaltet die Mittel der Sozialversicherung und wurde bereits 1967 eingerichtet. Mit dem Fonds wurde das Ziel verfolgt, die Sozialbeiträge möglichst gewinnbringend anzulegen. Dieser Teilfonds wird von Folketrygdfondet verwaltet; er investiert zu 80 bis 90 % in Norwegen und zu 10 bis 20 % in anderen nordischen Ländern, wobei 60 % in Aktien und 40 % in verzinslichen Wertpapieren angelegt werden.
Staatlicher Pensionsfonds Ausland (englisch Government Pension Fund Global, GPFG; norwegisch Statens pensjonsfond utland, SPU)
1990 wurde der Ölfonds gegründet, der bis heute die direkten Einnahmen aus der Erdölförderung aufnimmt. Die Verwaltung des Auslandsfonds obliegt, innerhalb der Richtlinien des Finanzministeriums, der Zentralbank Norges Bank, die dafür die Abteilung Norges Bank Investment Management (NBIM) betreibt. Die Mittel sind ausschließlich in ausländischen Aktien, verzinslichen Wertpapieren und Immobilien angelegt.

## Investments
Insgesamt hält der staatliche Pensionsfonds Aktien im Wert von über 500 Milliarden US-Dollar in 77 Ländern. Ende 2017 hatte er einen Anteil von 2,33 % der gesamten Marktkapitalisierung aller europäischen Aktienmärkte, womit er der größte Aktionär Europas ist. Der GPFG ist u. a. der größte Einzelaktionär der britischen Supermarktkette Tesco, obwohl der (über NBIM verwaltete) Anteil Ende 2015 auf unter 6 % reduziert wurde (Stand: November 2017) und ist (Stand: Mai 2016) der viertgrößte Anteilseigner der Volkswagen AG. Die folgende Liste gibt einen Überblick, an welchen bekannten Unternehmen der Fonds Anteile hält (Stand: 2020; nicht vollständig). Ein Überblick über alle Investments ist auf der globalen Website der Norges Bank zu finden.
Der Fonds hält Aktien, Staats- sowie Unternehmensanleihen und besitzt weltweit Grundstücke und Immobilien. Zum Immobilienbesitz gehört seit 2014 auch das Bostoner Bürohochhaus One Beacon Street und seit Juli 2017 der Neubau des Axel-Springer-Hochhauses in Berlin.
| Unternehmen                            | Land                   | gehaltene Anteile 2020 | Wert der Anteile in Mio. US$ (2020) |
| -------------------------------------- | ---------------------- | ---------------------- | ----------------------------------- |
| Adidas                                 | Deutschland            | 2,53 %                 | 1851                                |
| Allianz SE                             | Deutschland            | 2,36 %                 | 2388                                |
| Anheuser-Busch InBev                   | Belgien                | 1,21 %                 | 1665                                |
| Alibaba Group                          | Volksrepublik China    | 1,03 %                 | 6489                                |
| Alphabet Inc.                          | Vereinigte Staaten     | 0,96 %                 | 11369                               |
| Amazon.com                             | Vereinigte Staaten     | 0,89 %                 | 14521                               |
| Apple                                  | Vereinigte Staaten     | 0,97 %                 | 21647                               |
| AT&T                                   | Vereinigte Staaten     | 0,96 %                 | 1961                                |
| Bayer AG                               | Deutschland            | 1,96 %                 | 1133                                |
| Banco Santander                        | Spanien                | 2,07 %                 | 1117                                |
| BASF                                   | Deutschland            | 0,91 %                 | 661                                 |
| Berkshire Hathaway                     | Vereinigte Staaten     | 0,53 %                 | 4249                                |
| BHP Billiton                           | Vereinigtes Königreich | 5,58 %                 | 3102                                |
| BNP Paribas                            | Frankreich             | 2,43 %                 | 1600                                |
| BlackRock                              | Vereinigte Staaten     | 1,34 %                 | 1485                                |
| BP                                     | Vereinigtes Königreich | 2,15 %                 | 1522                                |
| Chevron Corporation                    | Vereinigte Staaten     | 1,07 %                 | 1741                                |
| Coca-Cola                              | Vereinigte Staaten     | 0,97 %                 | 2284                                |
| Covestro                               | Deutschland            | 4,83 %                 | 576                                 |
| Credit Suisse                          | Schweiz                | 3,43 %                 | 1082                                |
| Daimler AG                             | Deutschland            | 1,20 %                 | 904                                 |
| Deutsche Bank                          | Deutschland            | 0,22 %                 | 50                                  |
| Deutsche Post AG                       | Deutschland            | 2,44 %                 | 1499                                |
| Deutsche Telekom                       | Deutschland            | 1,67 %                 | 1458                                |
| Deutsche Wohnen                        | Deutschland            | 9,13 %                 | 1756                                |
| Enel                                   | Italien                | 2,44 %                 | 2513                                |
| Energias de Portugal                   | Portugal               | 3,10 %                 | 777                                 |
| Essity                                 | Schweden               | 3,94 %                 | 895                                 |
| ExxonMobil                             | Vereinigte Staaten     | 0,92 %                 | 1598                                |
| Meta Platforms (vormals Facebook Inc.) | Vereinigte Staaten     | 1,01 %                 | 7874                                |
| Gazprom                                | Russland               | 0,69 %                 | 465                                 |
| General Electric                       | Vereinigte Staaten     | 0,73 %                 | 688                                 |
| Goldman Sachs                          | Vereinigte Staaten     | 0,45 %                 | 426                                 |
| Henkel                                 | Deutschland            | 1,49 %                 | 667                                 |
| HSBC                                   | Vereinigtes Königreich | 2,17 %                 | 2286                                |
| Iberdrola                              | Spanien                | 3,41 %                 | 3098                                |
| IBM                                    | Vereinigte Staaten     | 0,97 %                 | 1083                                |
| Inditex                                | Spanien                | 1,00 %                 | 989                                 |
| ICBC                                   | Volksrepublik China    | 0,34 %                 | 775                                 |
| Infineon                               | Deutschland            | 4,17 %                 | 2093                                |
| Intel                                  | Vereinigte Staaten     | 1,02 %                 | 2082                                |
| Johnson & Johnson                      | Vereinigte Staaten     | 1,03 %                 | 4251                                |
| JP Morgan Chase                        | Vereinigte Staaten     | 0,88 %                 | 3391                                |
| Kerry Group                            | Irland                 | 1,84 %                 | 472                                 |
| Linde AG                               | Deutschland            | 1,94 %                 | 2681                                |
| McDonald’s                             | Vereinigte Staaten     | 0,98 %                 | 1570                                |
| Microsoft                              | Vereinigte Staaten     | 1,03 %                 | 17273                               |
| Moët Hennessy Louis Vuitton            | Frankreich             | 1,22 %                 | 3844                                |
| Nestlé                                 | Schweiz                | 2,65 %                 | 8997                                |
| Netflix                                | Vereinigte Staaten     | 1,01 %                 | 2401                                |
| Novartis                               | Schweiz                | 2,27 %                 | 5290                                |
| Novo Nordisk                           | Dänemark               | 1,84 %                 | 3037                                |
| Pfizer                                 | Vereinigte Staaten     | 1,06 %                 | 2160                                |
| Procter & Gamble                       | Vereinigte Staaten     | 1,04 %                 | 3582                                |
| Reliance Industries                    | Indien                 | 0,69 %                 | 1264                                |
| Restaurant Brands International        | Kanada                 | 0,52 %                 | 150                                 |
| Roche Holding AG                       | Schweiz                | 2,29 %                 | 6906                                |
| Shell                                  | Vereinigtes Königreich | 2,86 %                 | 3830                                |
| Samsung Electronics                    | Südkorea               | 1,32 %                 | 6610                                |
| Sanofi                                 | Frankreich             | 2,22 %                 | 2692                                |
| SAP                                    | Deutschland            | 1,97 %                 | 3168                                |
| Siemens                                | Deutschland            | 2,26 %                 | 2756                                |
| Tencent                                | Volksrepublik China    | 0,83 %                 | 5800                                |
| Tesco                                  | Vereinigtes Königreich | 3,58 %                 | 1109                                |
| Tesla, Inc.                            | Vereinigte Staaten     | 0,80 %                 | 5349                                |
| Total                                  | Frankreich             | 2,40 %                 | 2754                                |
| Toyota Motor                           | Japan                  | 1,08 %                 | 2726                                |
| UBS                                    | Schweiz                | 4,41 %                 | 2401                                |
| Unilever                               | Niederlande            | 2,45 %                 | 3898                                |
| United Internet                        | Deutschland            | 1,34 %                 | 110                                 |
| voestalpine                            | Österreich             | 0,23 %                 | 14                                  |
| Volkswagen AG                          | Deutschland            | 0,95 %                 | 889                                 |
| Volvo                                  | Schweden               | 2,37 %                 | 1141                                |
| Vonovia                                | Deutschland            | 9,50 %                 | 3931                                |
| Walmart                                | Vereinigte Staaten     | 0,52 %                 | 2106                                |
| Walt Disney Company                    | Vereinigte Staaten     | 0,90 %                 | 2954                                |
| Wells Fargo                            | Vereinigte Staaten     | 0,87 %                 | 1089                                |

## Rendite und Verwaltungskosten
Der Fonds investiert seit 1998 auch in Aktien und hat in den 20 Jahren seither im Schnitt eine höhere jährliche Rendite als der deutsche Leitindex DAX erzielt. Der Fonds hat zwischen dem 1. Januar 1998 und dem Ende des ersten Halbjahres 2024 eine jährliche Rendite von 6,30 Prozent erzielt. Die reale jährliche Nettorendite des Fonds beträgt 4,00 Prozent. Im ersten Halbjahr 2024 war die relative Rendite des Fonds um 0,04 Prozentpunkte niedriger als der Referenzindex, an dem der Fonds gemessen wird. Seit 1998 hat sich der Fonds um 0,27 Prozentpunkte besser entwickelt als der Referenzindex. Die Verwaltungskosten (TER) werden mit attraktiven 0,05 % angegeben.

## Ethisches Investment
Die Anlagerichtlinien des Fonds sind von den Prinzipien ethischen Investments geprägt. So investiert der Fonds nach seinen Ethikrichtlinien nicht mehr in Unternehmen, die Massenvernichtungswaffen herstellten, gegen Menschenrechte verstoßen, Teilen der Rüstungsbranche oder der Tabakindustrie. Ein vom Finanzministerium bestellter fünfköpfiger Ethikrat berät das Management. Das norwegische Parlament beschloss im Juni 2015, dass alle Beteiligungen an Bergbaugesellschaften und Stromkonzernen verkauft werden sollen, deren Kohleanteil am Umsatz bei 30 Prozent oder höher liegt.
Nach Berechnungen des Fonds verursachte die Desinvestition aufgrund dieser Anlagepolitik in den Jahren 2006 bis 2016 eine Minderrendite von 1,11 % bzw. 1,3 Milliarden Euro. Die relative Rendite sei durch den Ausschluss von Tabakunternehmen um 1,16 % und 0,75 % durch den Ausstieg bei Waffenproduzenten geringer ausgefallen. Die Desinvestition aus Umweltschutzgründen (seit 2015: Kohle, Palmöl) steigerte die relative Rendite hingegen um 0,78 %.
Bis März 2016 hatte sich der Fonds aufgrund seiner ethischen Prinzipien aus 66 Unternehmen zurückgezogen. So wurden u. a. die Beteiligungen bei Airbus und Boeing (Herstellung von Massenvernichtungswaffen), Rio Tinto (Verursachung von Umweltschäden) und Walmart (Missachtung von Arbeitnehmerrechten) beendet.
Aufgrund des Russischen Einmarsches in die Ukraine hat die norwegische Regierung am 27. Februar 2022 angekündigt, die Beteiligung an russischen Unternehmen abzustoßen. Hiervon betroffen sind die Sberbank, Gazprom und Lukoil.

## Dokumentarfilme
- Öl, Milliarden und Moral. Der norwegische Staatsfonds und die Finanzmärkte. Von Assle Skredderberget und Frederik Horn Akselsen, 45 Minuten, deutschsprachige Erstausstrahlung am 23. April 2020 im ZDF.